# Tabanus wellmanii
Tabanus wellmanii är en tvåvingeart som beskrevs av Austen 1908. Tabanus wellmanii ingår i släktet Tabanus och familjen bromsar. Inga underarter finns listade i Catalogue of Life.